# Veronika Decides to Die
|  | Denne artikel omhandler musikalbummet. For romanen af samme navn, se Veronika beslutter af dø. |
Veronika Decides to Die er det tredje studiealbum fra det danske doom metal-band Saturnus. Det blev udgivet i maj 2006, og er opkaldt efter en romanen Veronika beslutter at dø (engelsk titel: Veronika Decides to Die) af den brasilianske forfatter Paulo Coelho. Dets albumomslag er tegnet af Travis Smith, som også tidligere har designet omslag for blandt andre Katatonia og King Diamond.
Michael Denner bidrager med en guitarsolo på albummet.

## Spor
1. "I Long" – 10:54
2. "Pretend" – 06:26
3. "Descending" – 09:05
4. "Rain Wash Me" – 07:23
5. "All Alone" – 06:19
6. "Embraced By Darkness" – 06:45
7. "To The Dreams" – 05:48
8. "Murky Waters" – 06:40

## Fodnoter
1. 1 2  Veronika Decides to Die (Saturnus, 2006)